# Eckige Archenmuschel
Die Eckige Archenmuschel (Lamarcka imbricata) ist eine Muschel-Art aus der Familie der Archenmuscheln (Arcidae).

## Merkmale
Das stark bauchige Gehäuse ist im Umriss annähernd rechteckig mit einer Länge von 2,5 bis 4 cm. Das Verhältnis Länge zu Dicke beider Klappen (L/D-Index) beträgt 1,3. Der hintere Gehäuseteil ist deutlich ausgezogen; insgesamt ist das Gehäuse länger als hoch (L/B-Index = 1,5). Der Wirbel sitzt etwa ein Viertel (von der Gesamtdorsallänge gerechnet) vom Vorderende entfernt. Die spitzen, schon schnabelförmigen Wirbel sind sehr stark eingekrümmt und leicht nach hinten gerichtet. Durch die starke Einkrümmung der Wirbel entsteht von oben gesehen eine breite Dorsalfläche.
Der vordere Dorsalrand geht mehr oder weniger eng gerundet in den Vorderrand über. Der Vorderrand ist fast gerade oder flach gewölbt und geht weit gerundet in den Ventralrand über. Dieser ist nur wenig konvex gewölbt. Vom Wirbel aus verläuft ein deutlicher Rücken (Carina) zum Winkel zwischen Hinter- und Ventralrand. Der hintere Dorsalrand fällt flach ab und geht mäßig gerundet in den Hinterrand, und dieser eng gerundet in den Ventralrand über. In vorderen Bereich des Ventralrandes klaffen die Klappen etwas für den Durchtritt des Byssus. Die Innenseite des Ventralrandes ist glatt.
Der Schlossrand ist gerade, das Schloss taxodont, das heißt besteht aus vielen, kleinen, annähernd gleich großen Zähnchen. Das Ligament erstreckt sich über die gesamte Länge des Dorsalrandes, und auch über einen Großteil der Dorsalfläche. Es bildet geometrische Muster wie Dreiecke und Rhomben.
Die Schale ist mäßig dick und fest. Die Ornamentierung besteht aus dicht stehenden, radialen Rippen, die durch Wachstumsstops unterbrochen sind, und knotig verdickt sind. Sie werden zum Wirbel hin meist schwächer und können fast ganz verschwinden. Im hinteren Gehäusefeld (von der Carina bis zum Dorsalrand) sind die wenigen Rippen gröber, das Feld ist stärker braun gezeichnet. Das Periostracum ist dickig und zottig ausgezogen. Es ist gelblich, hellbraun bis dunkelbraun und wenig gezeichnet.
Es sind zwei ungleich große Schließmuskeln vorhanden; der vordere Schließmuskel ist etwas kleiner als der hintere Schließmuskel.

### Ähnliche Arten
Die Eckige Archenmuschel (Lamarcka imbricata) hat einige Ähnlichkeit mit der Arche Noah-Muschel (Arca noae). Bei dieser Art sind allerdings die Wirbel nach vorne eingedreht und der L/B-Index etwas größer, d. h. das Gehäuse ist deutlich länger im Verhältnis zur Höhe. Die radialen Rippen sind bei der Eckigen Archenmuschel dagegen feiner und zahlreicher.

## Geographische Verbreitung und Lebensraum
Das Verbreitungsgebiet der Eckigen Archenmuschel erstreckt sich vom Mittelmeer in den angrenzenden Atlantik sowie um die Küsten des Golfes von Mexiko. Sie lebt mit Byssus angeheftet an Gestein unter Felsüberhängen und in Felsspalten.
Die Art kommt von knapp unter der Niedrigwasserlinie bis in etwa 65 Meter Wassertiefe vor.

## Lebensweise
Die Tiere sind getrenntgeschlechtlich und die Geschlechtsprodukte werden ins freie Wasser abgegeben, wo die Befruchtung stattfindet. Der Durchmesser der Eier beträgt 74,1 ± 5,7 µm. Daraus lässt sich ein Volumen von 171,4 ± 27,3 µm³ berechnen. Daraus bildet sich eine Trochophora-Larve, die ein erstes Gehäuse, den Prodissoconch I bildet. Der D-förmige Prodissoconch I hat eine Breite von 125,6 ± 6,7 µm.
Die Tiere werden gelegentlich von dem parasitischen Copepoden Pseudomyicola spinosus befallen, der sich mit zwei Haken im Mantelgewebe verankert und sich von Schleim ernährt, den die Muschel zum Schutz des Mantelgewebes absondert. Durch ständiges Lösen und Wiederverankern kann das Gewebe des befallenen Tieres erheblich geschädigt werden, besonders wenn sich nicht nur ein Individuum, sondern mehrere Exemplare des Parasiten in der Mantelhöhle angesiedelt haben.

## Taxonomie
Eine erste Beschreibung dieser Art wurde von Jean-Guillaume Bruguière im Jahr 1789 verfasst. Sie wird heute der Gattung Lamarcka Vermeij & Amano, 2021 zugewiesen.
Synonyme der Art sind: Arca americana d'Orbigny, 1846, Arca martensii Dunker, 1868, Arca triundulata Bory de Saint-Vincent, 1827 und Arca umbonata Lamarck, 1819.

## Belege